# Anna Bogali-Titovets
Anna Ivanovna Bogali-Titovets (Russisch: Анна Ивановна Богалий-Титовец) (Vologda, 12 juni 1979) is een Russisch biatlete.
Anna Bogali behaalde haar voornaamste resultaten als onderdeel van de Russische estafetteploeg, maar ook individueel wist ze het podium op de wereldkampioenschappen te behalen. Haar eerste en meteen gouden medaille behaalde ze met de estafetteploeg tijdens het WK in 2001 in Pokljuka.
Drie jaar later, in 2004 maakte ze opnieuw onderdeel uit van de Russische ploeg en mocht ze eveneens uitkomen op de estafette, waar dit keer beslag werd gelegd op het zilver. Tijdens deze kampioenschappen voegde ze er echter twee individuele medailles aan toe. Eveneens zilver won ze op de sprintwedstrijd en op de achtervolging werd ze derde en won ze het brons.
In 2005 behaalde ze een zilveren medaille op de gemixte estafette. Het evenement werd voor het eerst gehouden en Bogali maakte deel uit van de tweede Russische ploeg en eindigde op de tweede plaats, terwijl het eerste team het goud wist te winnen. In de standaard estafette voor vrouwen eisten de Russische dames het goud op, waarmee Bogali voor de tweede keer in haar carrière wereldkampioene werd.
Tijdens de Olympische Winterspelen 2006 in Turijn zegevierden de Russinnen opnieuw. Het was Bogali's eerste olympische medaille, maar mocht zich wel direct olympisch kampioene noemen.